# 阿莫利亞尼島

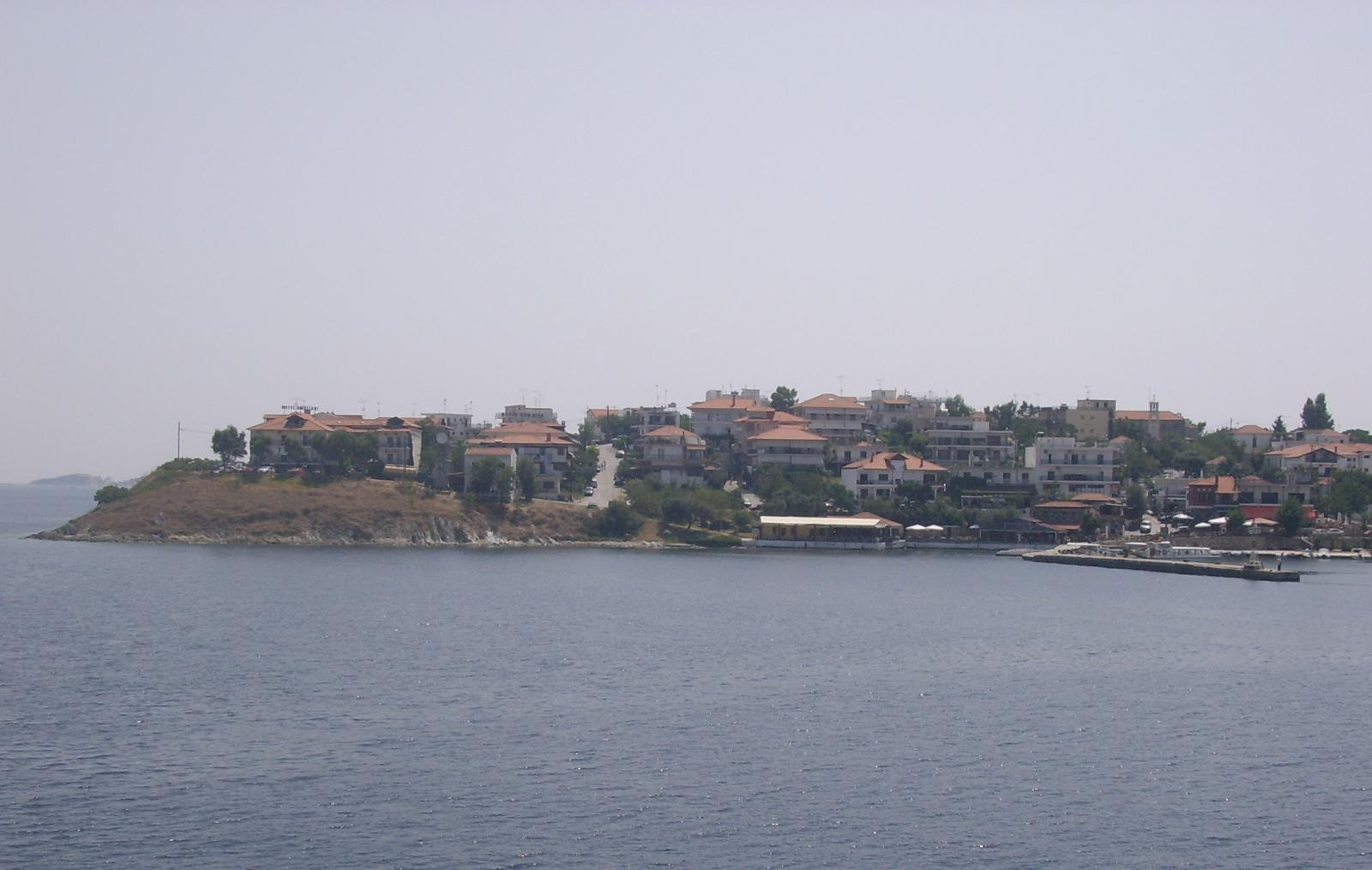

阿莫利亞尼島是希臘的島嶼，由哈爾基季基州負責管轄，距離塞薩洛尼基120公里，長6公里、寬3.5公里，面積12平方公里，最高點海拔高度30米，2001年人口542。

## 外部連結
- Official website of Municipality of Stágira-Ákanthos （希腊文）

40°19′30″N 23°55′12″E / 40.325°N 23.920°E